# Alex Samuel
Pour les articles homonymes, voir Samuel (homonymie).
Pas d'image ? Cliquez ici

a Compétitions nationales et continentales officielles uniquement.

b Matchs officiels uniquement.
Dernière mise à jour le 24 novembre 2024.
Alex Samuel, né le 27 décembre 2002 à St Andrews (Écosse), est un joueur international écossais de rugby à XV jouant aux postes de deuxième ligne aux Glasgow Warriors depuis 2022.

## Biographie

### Jeunesse et formation
Alex Samuel naît à St Andrews en Écosse. Durant sa jeunesse, il joue pour le Madras College FP et est le capitaine de l'équipe. Il rejoint les le centre de formation des Glasgow Warriors en 2020, après un passage à la Scottish Rugby Academy.
En 2021, il est invité à s'entraîner avec l'équipe d'Écosse qui prépare le Tournoi des Six Nations. Plus tard dans l'année, il est sélectionné en équipe d'Écosse des moins de 20 ans pour le Tournois des Six Nations des moins de 20 ans et est désigné capitaine de la sélection. Il joue tous les matchs de cette compétition.

### Carrière professionnelle
Alex Samuel signe son premier contrat professionnel en début de saison 2022-2023. C'est durant cette saison qu'il fait ses débuts professionnels, lors de la septième journée du United Rugby Championship, contre les Italiens du Benetton Trévise. Il est titulaire et son équipe s'impose 37 à 0,. En fin de saison, son équipe atteint la finale de la Challenge Cup où elle affronte le RC Toulon. Alex Samuel ne participe pas à cette rencontre qui voit les Écossais s'incliner sur le score de 43 à 19. Pour sa première saison chez les professionnels, il joue neuf matchs toutes compétitions confondues.
Durant la saison 2023-2024, il joue aussi neuf matchs. En sélection, il s'entraîne avec le XV du Chardon durant une partie du Tournoi des Six Nations 2024. Puis, en club, les Glasgow Warriors atteignent cette fois la finale du championnat après avoir éliminé le Munster en demi-finale. En finale contre les Bulls, les Warriors s'imposent 21 à 16, remportant la compétition pour la deuxième fois de leur histoire après 2015,. Bien qu'il ne participe pas à cette finale, Alex Samuel remporte le premier titre de sa carrière. À l'issue de cette saison, il est censé participer à la tournée estivale avec la sélection écossaise, mais est finalement contraint de déclarer forfait à cause d'une blessure.
Ensuite, en début de saison 2024-2025, il est rappelé en équipe d'Écosse par Gregor Townsend pour les matchs amicaux d'automne. Il obtient sa première cape à cette occasion lorsqu'il est titularisé dans une victoire 59 à 21 face au Portugal,.

## Palmarès
- Glasgow Warriors
  - Vainqueur du United Rugby Championship en 2024